# Лебідь Ярослав Ігорович
Ярослав Ігорович Лебідь (нар. 26 травня 1995, Куп'янськ, Харківська область, Україна) — український футзаліст, нападник польського клубу «Eurobus» із Перемишля та національної збірної України з футзалу. Учасник чемпіонату Європи з футзалу 2022 року. Майстер спорту України.

## Життєпис
Народився 26 травня 1995 року у Куп'янську Харківської області. Вихованець куп'янської спортивної школи «Мрія», за яку з 2008 по 2012 рік грав у дитячо-юнацькій футбольній лізі України. Перший тренер — Дмитро Хомутков.
Розпочав кар'єру у 2013 році у складі харківського «Моноліту», який виступав у Першій лізі України з футзалу. У 2014 році підписав контракт із харківським «Локомотивом». Дебютував за тодішнього гранда українського футболу 24 січня 2015 року у виїзній грі проти АФФК-Суми (3:1). Усього в сезоні 2014/15 провів за «залізничників» 8 матчів, але результативними діями не відзначився, що не завадило йому здобути разом із командою золоті нагороди Екстра-ліги.
Наступний сезон провів в оренді у криворізькому «Приваті», який проводив свій другий рік в еліті українського футзалу. Загалом провів за криворізький клуб 11 ігор в Екстра-лізі та відзначився сімома влучними ударами. У сезоні 2016/17 повернувся до «Локомотива», де став одним із лідерів колективу, провівши за нього 28 матчів чемпіонату, в яких забив 7 голів. Харків'яни ж здобули бронзові нагороди Екстра-ліги.
У 2017—2018 роках був гравцем російського «Прогресу» та білоруського «Вітена».
Влітку 2018 року підписав дворічний контракт із франківським «Ураганом». За три сезони у футболці івано-франківців провів за команду 67 ігор в рамках Екстра-ліги, в яких записав на свій рахунок 36 забитих м'ячів. У сезоні 2020/21 здобув золоті нагороди чемпіонату України з футзалу. Також на його рахунку завойований Кубок та Суперкубок України.
У липні 2021 року узгодив контракт із київським ХІТом. До початку широкомасштабного вторгнення росії в Україну провів за команду 17 ігор і відзначився 11-ма влучними ударами в Екстра-лізі. 
Після дострокового припинення чемпіонату України з футзалу сезону 2021/22 виступав за естонський «Космос», який виступає в найсильнішому футзальному дивізіоні Естонії. 2 жовтня 2022 року відзначився унікальним досягненням, забивши в кубковій грі 11 м'ячів, а його нова команда здобула перемогу з рахунком 21:3. Загалом у дев'яти матчах за «Космос» у різних турнірах зумів відзначитися 34 рази і допоміг команді здобути золоті нагороди естонської Saaliliiga.
У кінці грудня 2022 року підписав контракт із клубом польської Екстракляси - «П'яст» із Глівіце. За підсумками сезону 2022/23 здобув із новою командою бронзові нагороди Екстракляси. 
7 червня 2023 року залишив «П'яст», а через деякий час приєднався до команди «Eurobus» із Перемишля. 
Збірна України
За національну збірну України з футзалу дебютував 7 квітня 2021 року у відбірній грі до ЄВРО-2022 проти збірної Данії (6:2). Наступного дня у матчі-відповіді відзначився першими забитими м'ячами за українську команду, записавши до свого активу дубль. Був учасником Чемпіонату Європи по футзалу 2022 року. Відзначився на турнірі забитим голом у ворота збірної Казахстану (5:3). Станом на 5 лютого 2025 року провів за збірну України 30 матчів і відзначився 6 влучними ударами. 

## Досягнення
- Чемпіонат України
  -  Чемпіон (2): 2014/15, 2020/21
  -  Срібний призер (1): 2018/19
  -  Бронзовий призер (2): 2016/17, 2019/20

- Перша ліга України
  -  Срібний призер (1): 2013/14

- Кубок України
  -  Володар (3): 2016/17, 2018/19, 2019/20

- Суперкубок України
  -  Володар (2): 2016, 2019

- Естонія'
  -  Чемпіон (1): 2022

- Польща
  -  Бронзовий призер (1): 2022/23

### Особисті
- Кращий гравець Екстра-ліги: 2020/21

У 2019 році у складі Харківського національного університету імені В. Н. Каразіна став фіналістом чемпіонату Європи серед університетів з футзалу

## Особисте життя
Дружина — Юлія.